# Paul Yü Pin

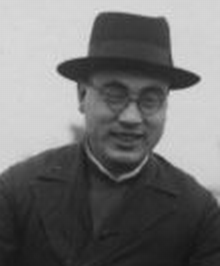
Paul Kardinal Yü Pin

Kardinalswappen

Paul Kardinal Yü Pin (chinesisch 于斌, Pinyin Yú Bīn; * 13. April 1901 in Lanxi, Kaiserreich China; † 16. August 1978 in Rom) war Erzbischof von Nanking.

## Leben
Paul Yü Pin studierte in Shanghai, Rom, Perugia und Kirin die Fächer Katholische Theologie und Philosophie. Er empfing am 22. Dezember 1928 das Sakrament der Priesterweihe. Von 1929 bis 1933 arbeitete er als Hochschullehrer in Rom, von 1933 bis 1936 war er Direktor und Generalinspektor für die katholischen Schulen in China. 
1936 ernannte ihn Papst Pius XI. zum Titularbischof von Sozusa in Palaestina und Apostolischen Vikar von Nanking. Die Bischofsweihe spendete ihm am 20. September 1936 Mario Zanin, Titularerzbischof von Traianopolis in Rhodope und Apostolischer Delegat in China. Mitkonsekratoren waren Simon Zhu Kai-min (auch Chu oder Tsu Kai-min) SJ, Titularbischof von Lesvi und Apostolischer Vikar von Haimen, sowie Paul Léon Cornelius Montaigne CM, Titularbischof von Sidyma und Apostolischer Vikar von Peking. 
1946 wurde Paul Yü Pin erster Erzbischof von Nanking. Im Jahre 1949 zwangen ihn die kommunistischen Machthaber Chinas zum Verlassen seines Erzbistums. 1961 wurde Paul Yü Pin Rektor der Fujen Universität auf Taiwan, in den Jahren 1962 bis 1965 nahm er am Zweiten Vatikanischen Konzil teil. Papst Paul VI. nahm ihn 1969 als Kardinalpriester mit der Titelkirche Gesù Divin Lavoratore in das Kardinalskollegium auf.
Paul Yü Pin starb am 16. August 1978 in Rom im Verlauf des ersten Konklaves dieses Jahres. Er wurde in der Kathedrale von Taipeh bestattet.

## Auszeichnungen
- 1953: Großkreuz des Ordens San Raimundo de Penafort